# Filipe Chissequere
Filipe Chissequere (ur. 5 czerwca 1957 – zm. 9 marca 2014) – mozambicki piłkarz grający na pozycji bramkarza. W swojej karierze grał w reprezentacji Mozambiku.

## Kariera klubowa
Swoją karierę piłkarską Chissequere rozpoczął w klubie Clube Ferroviário da Beira, w którym zadebiutował w 1976 roku. Grał w nim do 1977 roku. W 1978 roku przeszedł do CD Matchedje de Maputo. Grał w nim do końca kariery, czyli do 1992 roku. Wraz z CD Matchedje wywalczył dwa mistrzostwa Mozambiku w latach 1987 i 1990, a w 1990 roku zdobył również Puchar Mozambiku.

## Kariera reprezentacyjna
W 1986 roku Chissequere został powołany do reprezentacji Mozambiku na Puchar Narodów Afryki 1986. Na tym turnieju rozegrał trzy mecze grupowe: z Wybrzeżem Kości Słoniowej (0:3), z Senegalem (0:2) i z Egiptem (0:2).